# Associazione Calcio Mantova 1922-1923
Questa pagina raccoglie i dati riguardanti l'Associazione Calcio Mantova nelle competizioni ufficiali della stagione 1922-1923.

## Stagione
Il Mantova con 18 punti si è classificato in nona posizione ed è retrocesso in Seconda Divisione.

## Rosa
| N. |                   | Ruolo | Calciatore           |
| -- | ----------------- | ----- | -------------------- |
|    | Italia (bandiera) | P     | Romano Mattinzoli    |
|    | Italia (bandiera) | P     | Diaderico Raffaldini |
|    | Italia (bandiera) | D     | Enghel Barbieri      |
|    | Italia (bandiera) | D     | Lamberto Bodini      |
|    | Italia (bandiera) | D     | Caramaschi           |
|    | Italia (bandiera) | D     | Galetti              |
|    | Italia (bandiera) | D     | Carlo Ghirelli       |
|    | Italia (bandiera) | D     | Giuseppe Grigoli     |
|    | Italia (bandiera) | D     | Dante Prosperi       |
|    | Italia (bandiera) | D     | Carlo Venturini      |
|    | Italia (bandiera) | C     | Giorgio Agostinelli  |

| N. |                   | Ruolo | Calciatore               |
| -- | ----------------- | ----- | ------------------------ |
|    | Italia (bandiera) | C     | Manna                    |
|    | Italia (bandiera) | C     | Andrea Preuss            |
|    | Italia (bandiera) | C     | Arnaldo Prosperi (III)   |
|    | Italia (bandiera) | C     | Ildebrando Prosperi (II) |
|    | Italia (bandiera) | C     | Nino Vidotto             |
|    | Italia (bandiera) | A     | Azzoni                   |
|    | Italia (bandiera) | A     | Carlo Barbieri           |
|    | Italia (bandiera) | A     | Castagna                 |
|    | Italia (bandiera) | A     | Ettore Gasparini         |
|    | Italia (bandiera) | A     | Guidotti                 |
|    | Italia (bandiera) | A     | Giorgio Masè             |

## Risultati

### Prima Divisione

#### Girone A Lega Nord

##### Girone di andata
| Arbitro: | Bertazzoni (Modena) |

|                 |           |              |
| Prosperi II 55’ | Marcatori | 43’ Visconti |

| Arbitro: | Venegoni (Legnano) |

|                             |           |                   |
| Bussich 14’, 82’ Raggio 87’ | Marcatori | 5’ (aut.) Terrile |

| Mantova 22 ottobre 1922 3ª giornata | Mantova           | 0 – 0 | Casale | Campo Ippodromo Te\| Arbitro: \| Tessari (Vicenza) \| |
| Arbitro:                            | Tessari (Vicenza) |       |        |                                                       |

| Arbitro: | Piazza (Milano) |

|              |           |  |
| Gallo II 33’ | Marcatori |  |

| Arbitro: | Pasquinelli (Bologna) |

|                 |           |           |
| Agostinelli 40’ | Marcatori | 62’ Porta |

| Arbitro: | Ricci (Modena) |

|             |           |                 |
| Grigoli 28’ | Marcatori | 7’, 19’ Rosetta |

| Arbitro: | Olivari (Genova) |

|                                          |           |  |
| Martin III 32’ Greppi 52’ Martin III 61’ | Marcatori |  |

| Arbitro: | Pierallini (Modena) |

|               |           |  |
| Venturini 53’ | Marcatori |  |

| Arbitro: | Katz (Parma) |

|                                             |           |           |
| Corsetti II 29’ Sbrana 35’, 71’ Merciai 75’ | Marcatori | 55’ Manna |

| Arbitro: | Bistoletti (Milano) |

|                  |           |                |
| Barbieri III 20’ | Marcatori | 85’ Cevenini I |

| Mantova 21 gennaio 1923 11ª giornata | Mantova           | 0 – 0 | Virtus Bologna | Campo Ippodromo Te\| Arbitro: \| Tessari (Vicenza) \| |
| Arbitro:                             | Tessari (Vicenza) |       |                |                                                       |

##### Girone di ritorno
| Arbitro: | Dani (Genova) |

|  |           |                 |
|  | Marcatori | 71’ Agostinelli |

| Arbitro: | Trezzi (Milano) |

|          |           |  |
| Masè 30’ | Marcatori |  |

| Arbitro: | Pinasco (Sestri Ponente) |

|                 |           |  |
| Ferraris II 20’ | Marcatori |  |

| Arbitro: | E.Crivelli (Milano) |

|                         |           |  |
| Masè 3’ Agostinelli 36’ | Marcatori |  |

| Arbitro: | Dani (Genova) |

|                                 |           |  |
| Dal Bianco II 53’ Cavalleri 61’ | Marcatori |  |

| Arbitro: | Pinasco (Sestri Ponente) |

|                |           |  |
| Rampini II 35’ | Marcatori |  |

| Mantova 1º aprile 1923 18ª giornata | Mantova         | 0 – 2 A tav. | Torino | Campo Ippodromo Te\| Arbitro: \| Grossi (Milano) \| |
| Arbitro:                            | Grossi (Milano) |              |        |                                                     |

| Arbitro: | Vagge (Genova) |

|           |           |                 |
| Boggio 7’ | Marcatori | 38’ Agostinelli |

| Arbitro: | Bertazzoni (Modena) |

|                                       |           |            |
| Agostinelli 25’, 48’ Barbieri III 89’ | Marcatori | 47’ Sbrana |

| Arbitro: | Pasquinelli (Bologna) |

|                               |           |                                      |
| Cevenini I 55’ Pedrazzini 90’ | Marcatori | 9’ Masè 42’ Agostinelli 87’ Castagna |

| Arbitro: | Venegoni (Legnano) |

|              |           |  |
| Muzzioli 16’ | Marcatori |  |

## Statistiche

### Statistiche di squadra
| Competizione    | Punti | In casa | In casa | In casa | In casa | In casa | In casa | In trasferta | In trasferta | In trasferta | In trasferta | In trasferta | In trasferta | Totale | Totale | Totale | Totale | Totale | Totale | DR |
| Competizione    | Punti | G       | V       | N       | P       | Gf      | Gs      | G            | V            | N            | P            | Gf           | Gs           | G      | V      | N      | P      | Gf     | Gs     | DR |
| --------------- | ----- | ------- | ------- | ------- | ------- | ------- | ------- | ------------ | ------------ | ------------ | ------------ | ------------ | ------------ | ------ | ------ | ------ | ------ | ------ | ------ | -- |
| Prima Divisione | 18    | 11      | 4       | 5       | 2       | 11      | 8       | 11           | 2            | 1            | 8            | 7            | 19           | 22     | 6      | 6      | 10     | 18     | 27     | -9 |

### Statistiche dei giocatori
| Giocatore         | Prima Divisione | Prima Divisione |
| Giocatore         | Presenze        | Reti            |
| ----------------- | --------------- | --------------- |
| G. Agostinelli    | 22              | 7               |
| Azzoni            | 9               | 0               |
| E. Barbieri (II)  | 21              | 1               |
| C. Barbieri (III) | 14              | 2               |
| L. Bodini         | 7               | 0               |
| Caramaschi        | 4               | 0               |
| Castagna          | 7               | 1               |
| Galetti           | 19              | 0               |
| E. Gasparini      | 6               | 0               |
| C. Ghirelli       | 11              | 0               |
| G. Grigoli        | 16              | 1               |
| Guidotti          | 1               | 0               |
| Manna             | 21              | 1               |
| Marenzi           | 1               | 0               |
| G. Masè           | 17              | 3               |
| R. Mattinzoli     | 21              | -25             |
| A. Preuss         | 2               | 0               |
| D. Prosperi (I)   | 5               | 0               |
| I. Prosperi (II)  | 7               | 1               |
| D. Raffaldini     | 1               | 0               |
| Scaramuzzi        | 2               | 0               |
| C. Venturini      | 14              | 1               |
| N. Vidotto        | 14              | 0               |